# Fairfax (Misuri)
Fairfax es una ciudad ubicada en el condado de Atchison en el estado estadounidense de Misuri. En el Censo de 2010 tenía una población de 638 habitantes y una densidad poblacional de 523 personas por km².

## Geografía
Fairfax se encuentra ubicada en las coordenadas 40°20′22″N 95°23′31″O / 40.33944, -95.39194. Según la Oficina del Censo de los Estados Unidos, Fairfax tiene una superficie total de 1.22 km², de la cual 1.2 km² corresponden a tierra firme y (1.27%) 0.02 km² es agua.

## Demografía
Según el censo de 2010, había 638 personas residiendo en Fairfax. La densidad de población era de 523 hab./km². De los 638 habitantes, Fairfax estaba compuesto por el 98.43% blancos, el 0.63% eran afroamericanos, el 0% eran amerindios, el 0.31% eran asiáticos, el 0% eran isleños del Pacífico, el 0% eran de otras razas y el 0.63% pertenecían a dos o más razas. Del total de la población el 0% eran hispanos o latinos de cualquier raza.